# Râul Barasău
Râul Barasău este un curs de apă, afluent al râului Bistricioara.

## Hărți
- Harta Județului Harghita